# Lune (Duitsland)

Stroomgebied van de Lune
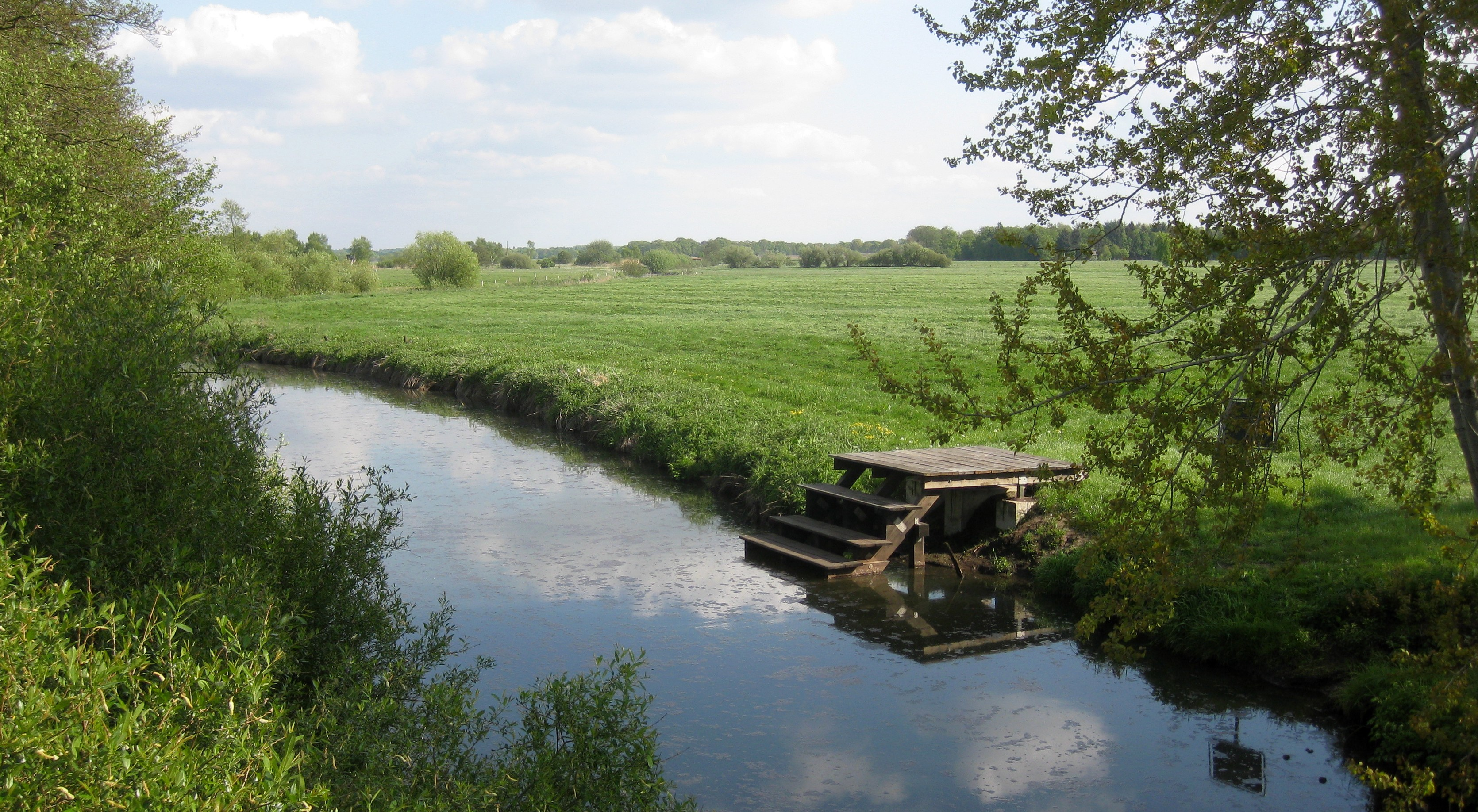
De Lune bij Lunestedt
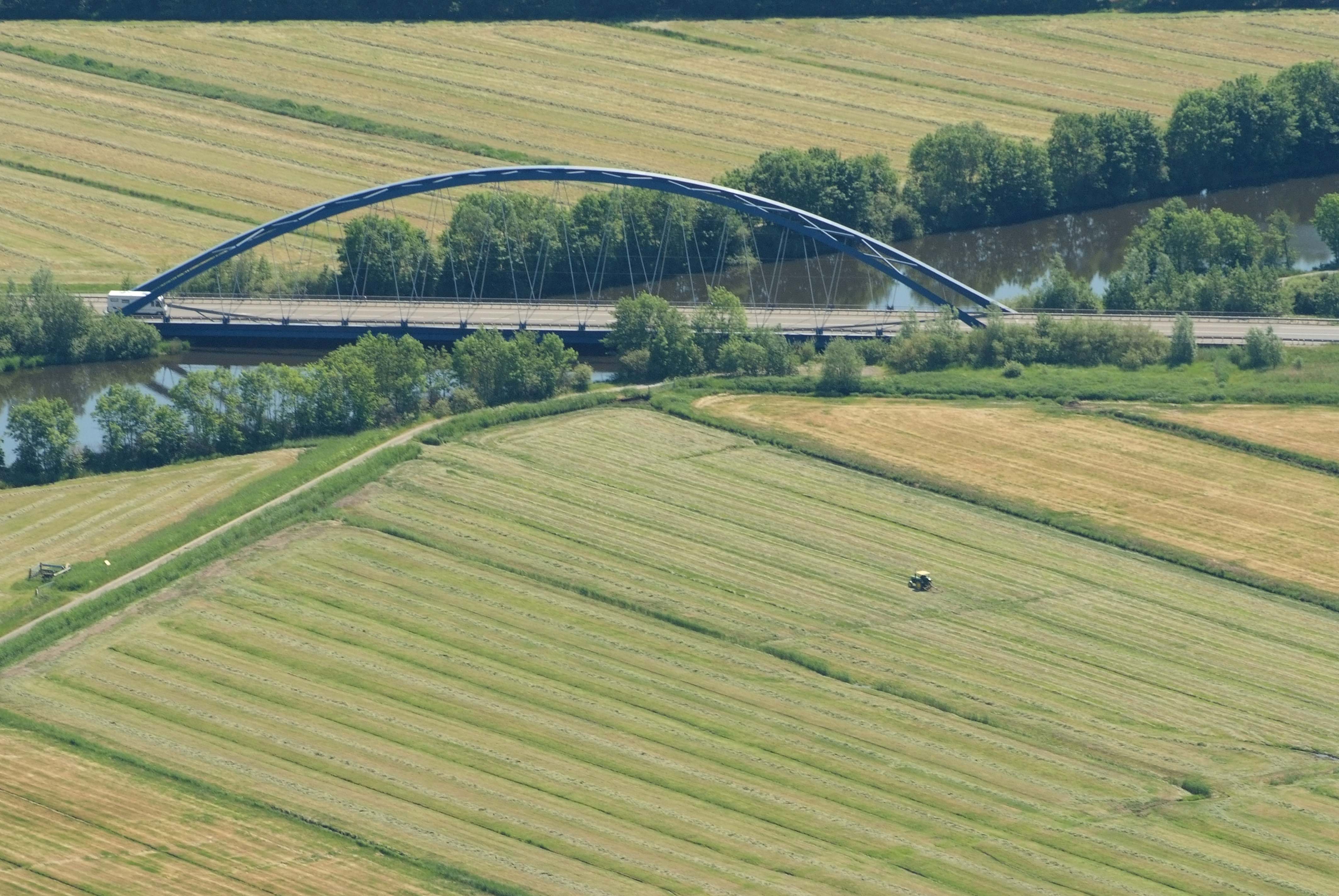
Verkeersbrug over de Lune, Holte-Loxstedt
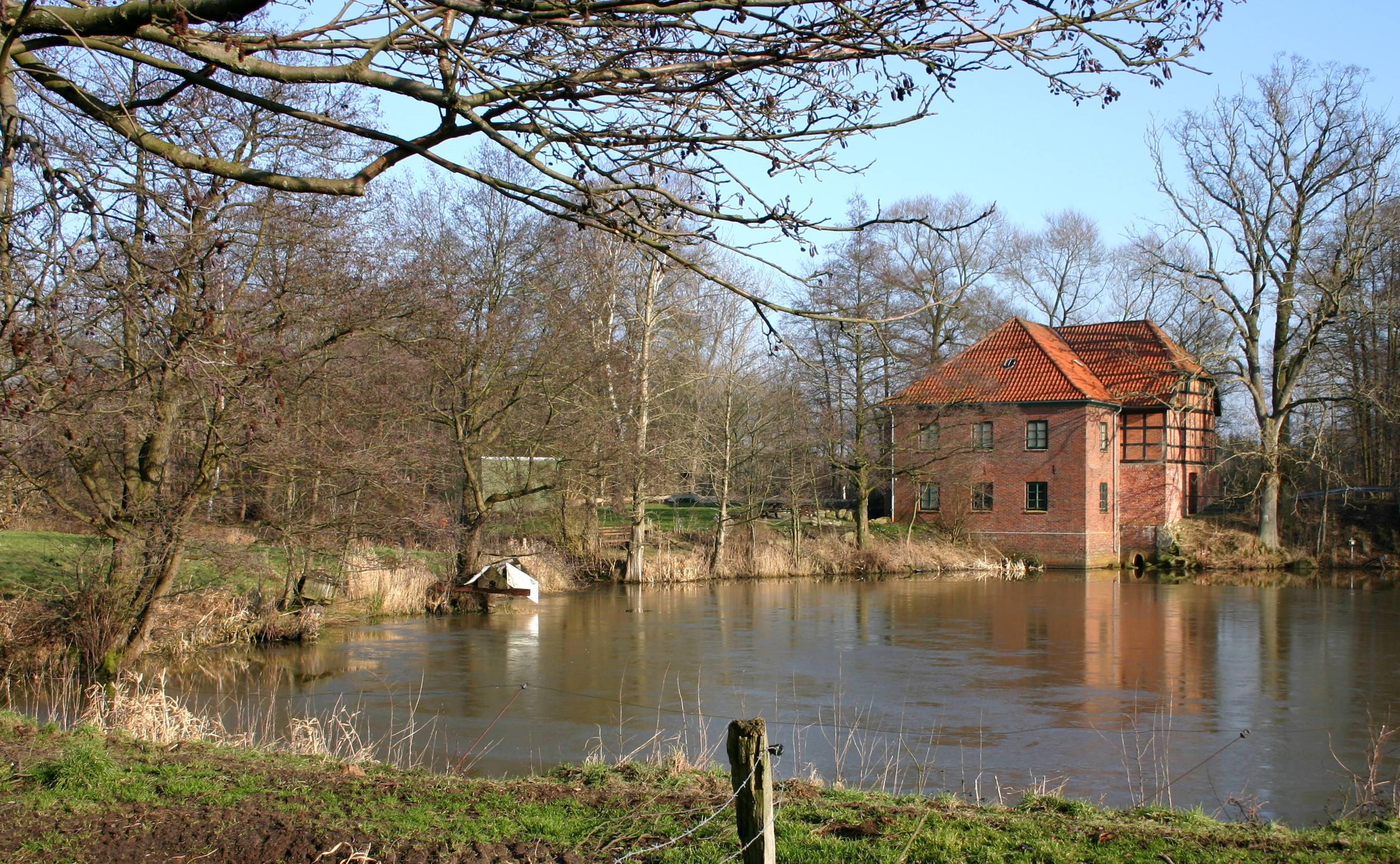
Watermolen van Deelbrügge aan de Lune
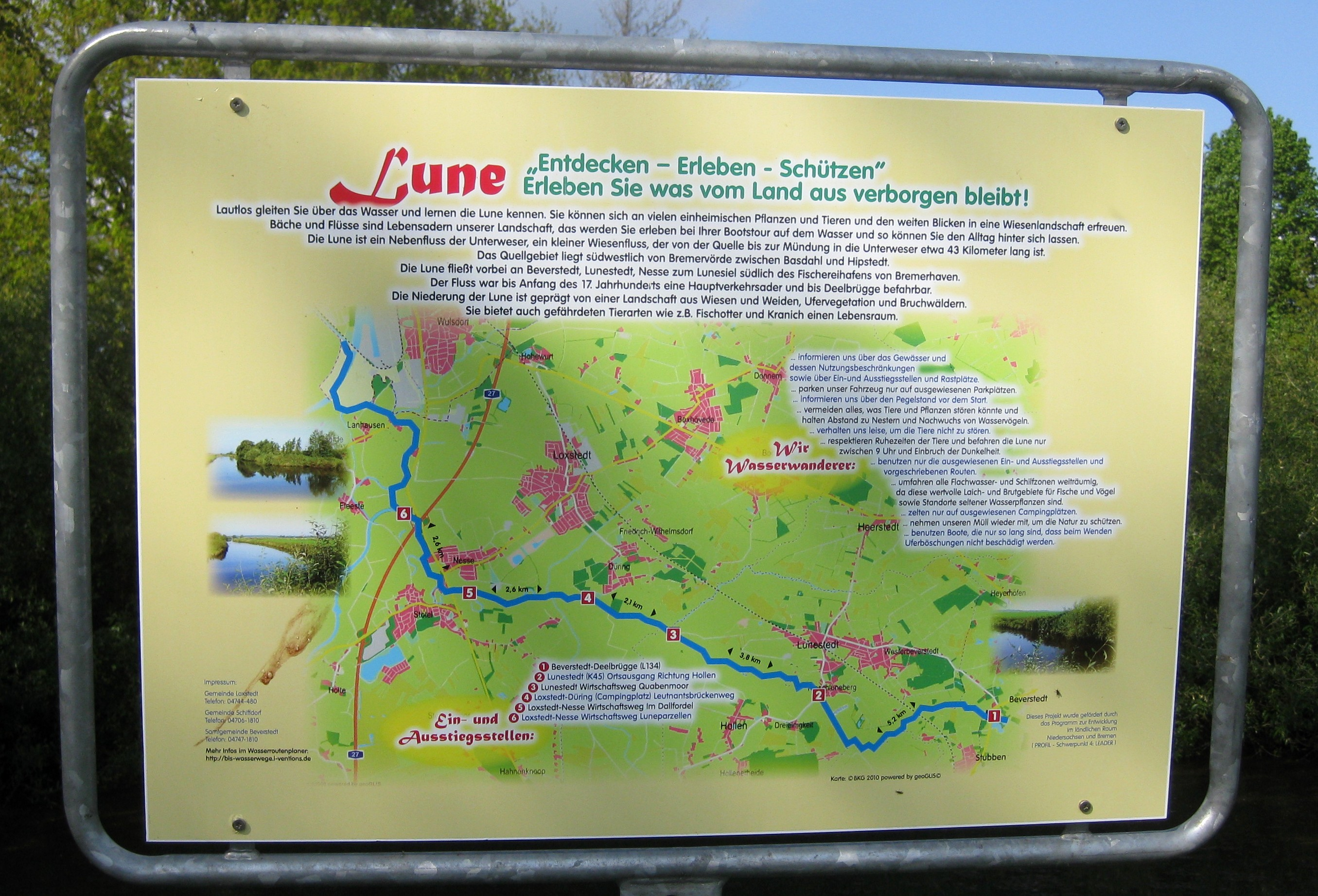
Info-paneel voor kanovaarders op de Lune bij deze molen

De Lune is een rechtse zijrivier van de Wezer van 43 km lang.
Zij ontspringt, op 16 meter boven zeeniveau, in de buurt van de grens tussen Bremervörde en het district Cuxhaven en mondt uit op zeeniveau ten zuiden van de visserijhaven van Bremerhaven.
Tot begin 17e eeuw werd de Lune als transportroute gebruikt: zij was bevaarbaar tot aan de historische watermolen van Deelbrügge, in de huidige gemeente Beverstedt.
Dorpen langs de Lune zijn: Kirchwistedt, gemeente Beverstedt, Beverstedt, Lunestedt, gem. Beverstedt, Nesse bij Loxstedt en Lanhausen, gem. Loxstedt.
De Lune is geschikt voor recreatief kanovaren.
Een groot deel van de Lune maakt deel uit van een 633 hectare groot natuurreservaat, speciaal ingericht ter bescherming van de meervleermuis (Duits: NSG Teichfledermausgewässer).